# Función de utilidad indirecta
En microeconomía, la función de utilidad indirecta del consumidor {\displaystyle v(p,w)} da la máxima utilidad posible cuando se enfrentan a un nivel de precios {\displaystyle p} y una cantidad de ingreso {\displaystyle w}. Representa las preferencias del consumidor dadas las condiciones del mercado.
Esta función se denomina indirecta porque los consumidores suelen pensar sobre sus preferencias en cuanto a lo que consumen en lugar de los precios. Indirecta de utilidad de un consumidor v (p, w) puede ser calculado a partir de su función de utilidad u (x) calculando primero el paquete más preferido x (p, w) resolviendo el problema de maximización de la utilidad , y en segundo lugar, el cálculo de la utilidad u (x (p, w)) el consumidor se deriva de ese paquete. La función de utilidad indirecta para los consumidores es análoga a la función de beneficio para las empresas.
Formalmente, la función de utilidad indirecta es:
- Continua en Rn+++ R+;
- Decreciente en precios;
- Estrictamente creciente en ingreso;
- Homogénea con grado cero en precios e ingresos, si los precios y los ingresos están multiplicadas por un hecho constante el mismo paquete de consumo representa un máximo, de utilidad para una óptima no cambia.
- cuasi convexa en in (p,w);

Por otra parte, 
- Identidad de Roy: Si v(p,w) es diferenciable en (p0, w0) y (∂v(p,w))/∂w≠0, entonces

-(∂v(p0,w0)/(∂pi))/(∂v(p0,w0)/∂w)=xi (p0,w0),     i=1,…,n.